# جيوفاني دي كاروليس
جيوفاني دي كاروليس (بالإيطالية: Giovanni De Carolis)‏ مواليد 21 أغسطس 1984 في روما، لاتسيو، إيطاليا، هو ملاكم محترف إيطالي يصنف ضمن فئة الوزن المتوسط. حقق بطولة رابطة الملاكمة العالمية.

## إحصائيات
خاض خلال مسيرته 32 نزالا، فاز في 24 وتعادل في 1 وخسر في 7. فاز بالضربة القاضية في 12 نزالا.

## روابط خارجية
- جيوفاني دي كاروليس على موقع بوكس ريك (الإنجليزية) (registration required)